# Giovanni Battista Ciolina
Giovanni Battista Ciolina (Toceno, 15 maggio 1870 – Toceno, 29 maggio 1955) è stato un pittore italiano, legato alla corrente pittorica del primo Novecento italiano nota come divisionismo.

## Biografia
Nato nel 1870 in una famiglia di agricoltori della Val Vigezzo, frequenta la scuola d'arte Rossetti Valentini di Santa Maria Maggiore – dove stringerà forti rapporti di amicizia con altri futuri pittori come Carlo Fornara, Gian Maria Rastellini e Lorenzo Peretti Junior – per cinque anni a partire dal 1882, seguendo gli insegnamenti di Enrico Cavalli, grande conoscitore dell'arte francese di quell'epoca e storico innovatore della pittura vigezzina.
Artista di talento e precoce, con le opere Ritratto della madre (1890) e L'ombrellino rosso (1892) dimostra di avere raggiunto un livello di eccellenza. In compagnia dell'amico e collega Carlo Fornara, trascorre un lungo soggiorno a Lione fra il 1895 e il 1896, al fine di studiare i grandi maestri e aggiornarsi sulle novità della pittura d’Oltralpe. Al ritorno in Italia si volge al Divisionismo, applicando la nuova tecnica sull'esempio di Giovanni Segantini. Dopo l’esordio con il dipinto Il filo spezzato alla terza Triennale di Brera nel 1897, apre uno studio a Milano, dove produce numerose tele di ambito divisionista fra cui La lavandaia, Fanciulla che guarda dalla finestra e Mestizia crepuscolare.
 Partecipa a numerose mostre in Italia e all'estero, per approdare, dopo un graduale abbandono del divisionismo, alla Biennale di Venezia del 1907 con il dipinto Preludio di primavera, frutto di una pittura di largo impasto, che mantiene la luminosità della prima produzione, ma con l'aggiunta di un lirismo malinconico tipico del neoimpressionismo, spesso affidato a composizioni di largo e possente respiro (Ritorno all'alpe, Toceno al tramonto).
Allo scoppio della Grande guerra, Ciolina lascia Milano e si ritira in Val Vigezzo, dove continua a dipingere paesaggi, nature morte e affreschi a carattere religioso fino alla morte.

## Mostre
- "Giovanni Battista Ciolina – Umanità e paesaggi della Val Vigezzo"[3]: Museo del Paesaggio, Pallanza (VB), 1986
- "Una scuola di pittura in Val Vigezzo: 1881-1919": Torino/Novara, 1990
- "Paesaggi dell'Ottocento. Verso la luce"[4]: Riva del Garda, 2010
- "Le soglie della natura": Arco di Trento, 2010
- "Alessandro Poscio, collezionista appassionato": Domodossola, 2014
- "Carlo Fornara e il ritratto vigezzino"[5]: Domodossola, 2015